# Ma Rainey

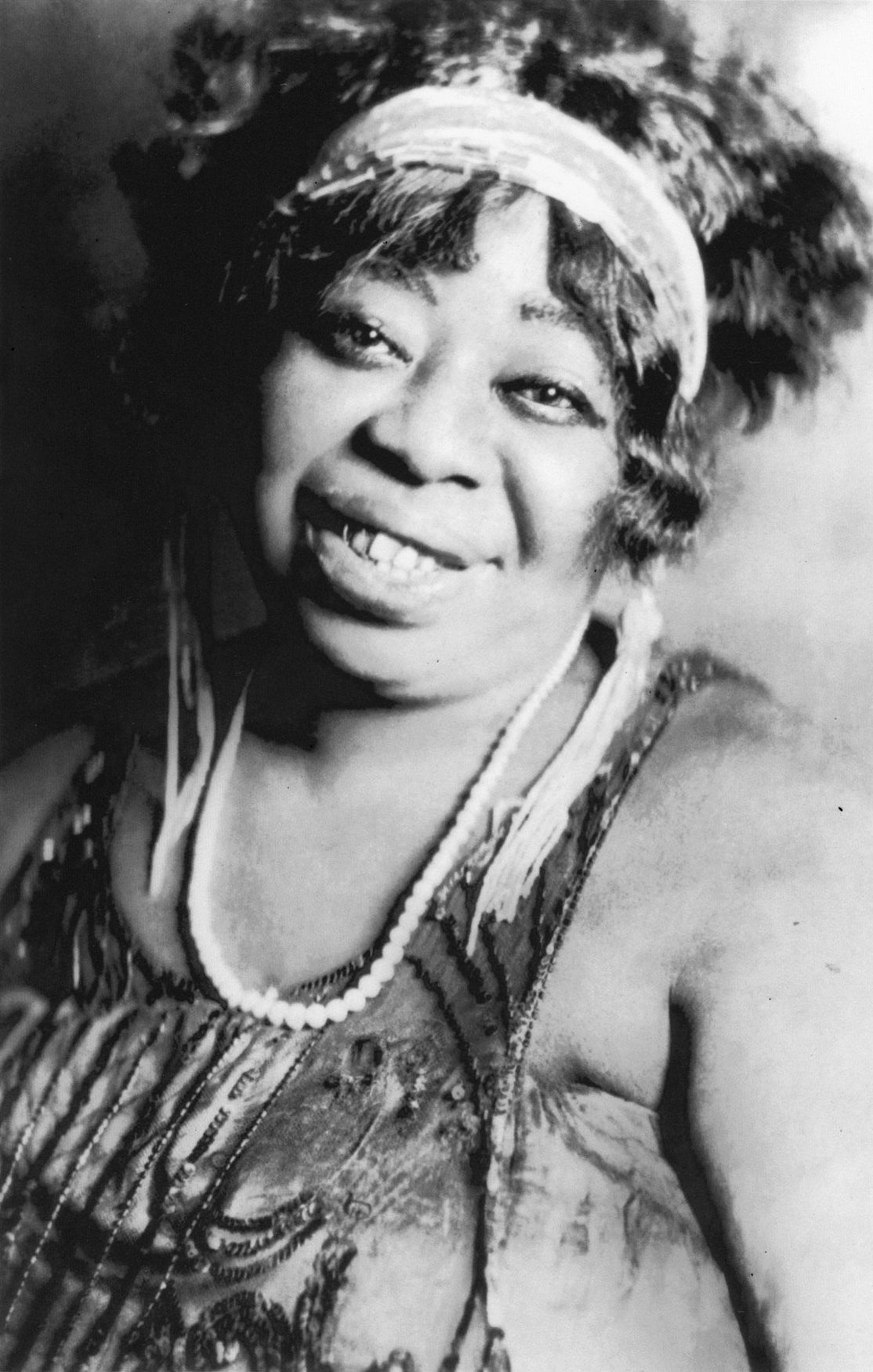
Ma Rainey

Gertrude „Ma“ Rainey (geb. Pridgett; * 26. April 1886 in Columbus, Georgia oder September 1882 in Alabama; † 22. Dezember 1939 in Rome, Georgia) war eine der ersten professionellen US-amerikanischen Bluessängerinnen, die als Mutter des Blues gilt.
Seit etwa 1900 trat sie mit ihrem Ehemann Pa Rainey als eine frühe Sängerin des Blues in verschiedenen Shows auf. Im Laufe ihrer Karriere nahm sie rund 100 Songs auf, bei denen sie von vielen namhaften Jazzmusikern wie Louis Armstrong, Thomas A. Dorsey oder Coleman Hawkins begleitet wurde. Ihr Blues See See Rider wurde ein Top-30-Hit. Sie war eine Mentorin der späteren Kaiserin des Blues Bessie Smith und betrieb in ihren letzten Jahren zwei Theater in ihrer Heimatstadt Columbus.
Für ihre Leistungen im Bereich des Blues wurde sie posthum in die Blues Hall of Fame und die Rock and Roll Hall of Fame aufgenommen.

## Leben

### Familiäre Hintergründe
Gertrude „Ma“ Rainey kam unter dem Namen Pridgett als Tochter von Thomas und Ella Pridgett geb. Allen († 1935) zur Welt. Raineys tatsächliches Geburtsdatum sowie ihr Geburtsort sind nicht eindeutig bekannt. Nach ihren eigenen Angaben wurde sie am 26. April 1886 in Columbus, Georgia (wo sie später auch lebte) geboren. Den Angaben der Volkszählung der Vereinigten Staaten von 1900 nach kam sie aber im September 1882 in Alabama zur Welt, vermutlich wie ihre Schwester Lissie im Russell County. Ihre Großeltern mütterlicherseits stammen ebenfalls aus Alabama. Ihre Eltern waren Künstler in Minstrel Shows. Nach dem Tod des Vaters 1896 nahm die Mutter eine Stelle bei der Central Railway Georgia an.
Rainey soll das zweite von fünf Kindern gewesen sein. Von ihren Geschwistern sind ihre Brüder Essie und Thomas sowie die Schwester Melissa „Lissie“ (1886/1891–1935) bekannt. Lissie arbeitete später als Krankenschwester und starb in Columbus.
Am 2. Februar 1904 heiratete sie den Tänzer, Comedian und Sänger William „Pa“ Rainey (1873/76–1919), der wie sie in Minstrel Shows auftrat. Sie adoptierten später den 1907 geborenen Danny, der ebenfalls Tänzer wurde. Um 1916 trennten sie sich. Ma Rainey heiratete später wohl einen jüngeren Mann.
Rainey galt als bisexuell – wie die Sängerin Bessie Smith, deren Mentorin sie zeitweise war. Sie trafen sich das erste Mal um 1912 in der Moses-Stokers-Show. Als Rainey einmal in Chicago nach einem Flirt mit weiblichen Tänzerinnen ihrer Truppe verhaftet wurde, bürgte Smith für sie und erwirkte damit ihre Haftentlassung. In Smith fand Rainey eine Kollegin und Freundin, die ebenfalls Blues sang.

### Showkarriere
Gertrude Rainey sang bereits als Jugendliche. Im Alter von zwölf Jahren hatte sie ihren ersten Auftritt, wohl in dem Stück The Bunch of Blueberries im Springer Opera House in Columbus.
Ab 1900 trat sie selbst in Minstrel- und Vaudeville-Shows auf. 1902 hörte sie in einer kleinen Stadt in Missouri ein Mädchen ein Lied über das Verlassenwerden singen, das sie später als „fremdartig und ergreifend“ („strange and poignant“) beschrieb. Niemand in ihrer Truppe konnte ihr sagen, was das für eine Musik war, sie nahm das Stück jedoch in ihr Repertoire auf und suchte bei ihren folgenden Reisen weitere Stücke dieser Art. Allgemein wird davon ausgegangen, dass sie hier der frühesten Form des Blues begegnete, dieser bildete von nun an einen Schwerpunkt ihres Repertoires.
Mit ihrem Ehemann William Rainey, mit dem sie als Tanzpaar und als Gesangsduo unter dem Namen „Ma und Pa Rainey“ auftrat, sang sie Blues und Popsongs. Mitte der 1910er Jahre traten sie gemeinsam in einer Zeltshow von Moses Stokers auf. Es folgten die Shows Tolliver’s Circus, The Musical Extravaganza (hier unter dem Duonamen „Rainey & Rainey, Assassinators of the Blues“) und The Rabbit Foot Minstrels, die sie beide populär machten. Nach der Trennung von Pa Rainey trat Ma Rainey in ihrer eigenen Show Madam Gertrude Ma Rainey and Her Georgia Smart Set auf.
1920 war sie der Solo-Star der T.O.B.A.-Vaudeville-Tournee.

### Rainey als Sängerin
1923 verhalf J. Mayo Williams ihr zu einem Plattenvertrag bei Paramount Records, wo die „Mutter des Blues“ bis 1928 etwa 100 Aufnahmen machte. Die erste Aufnahme mit Lovie Austin und ihren Blue Serenaders war der Bo-Weevil Blues. Der Pianist Thomas A. Dorsey baute später die Band The Wild Cats Jazz Band auf, mit der sie auf Tournee ging. Nach Dorseys Ausscheiden aus der Band nahm sie mit ihrer Georgia Jazz Band auf. Ihr einziger Top-30-Hit gelang ihr im Januar 1925 mit dem „See See Rider Blues“, bei dem sie von Louis Armstrong, Buster Bailey und Charlie Dixon begleitet wurde. Weitere junge Talente des frühen Jazz, die sie sowohl auf Tourneen als auch bei den Aufnahmen begleiteten, waren etwa Coleman Hawkins und Fletcher Henderson. Durch den Bankrott von Paramount 1932 wurden ihre Songs erst ab den 1960er-Jahren wieder verstärkt verkauft, in den 1990er-Jahren erfolgte die komplette Veröffentlichung aller Plattenaufnahmen durch Document Records auf mehreren CDs.

### Spätere Jahre und Tod
Rainey lebte während der 1920er und 1930er Jahre meist in Chicago, wo sie neben ihren Touren auch auf Hauspartys und Konzerten auftrat. Hierbei wurde sie unter anderem von Louis Armstrong und Jelly Roll Morton begleitet. Im Winter wohnte sie auch in New Orleans; zu ihren Freunden zählten neben Armstrong auch King Oliver und Kid Ory. Nach dem Tod ihrer Mutter 1935 lebte sie wieder in Columbus. Aufgrund ihrer guten wirtschaftlichen Situation konnte sie mit ihren Einnahmen in ihrer Heimatstadt Columbus zwei Theater betreiben, das Lyric Theater und das Airdrome. Zurückgezogen aus dem Musikgeschäft widmete sie ihre Zeit auch der Friendship Baptist Church.
Sie starb 1939 als wohlhabende Frau nach einem Herzinfarkt. Sie wurde wie Pa Rainey, ihre Mutter sowie ihre Schwester auf dem Porterdale Cemetery in Columbus bestattet.

## Würdigung
Raineys Verdienste für den Blues wurden im Laufe der Jahre immer wieder gewürdigt. Die Bluesgitaristin Memphis Minnie verfasste 1940 ihr zu Ehren einen Song; der Literaturkritiker Sterling Brown und der Dichter Al Young würdigten ihre Darbietungen und das Gefühl der Gültigkeit, das sie ihren Zuhörern vermittelte, in Form von Gedichten.
1981 veröffentlichte Sandra Lieb im Verlag der University of Massachusetts die Biografie Mother of the Blues: A Study of Ma Rainey.
Im Jahr 1983 wurde Rainey in die Blues Foundation Hall of Fame aufgenommen. 1990 folgte ebenfalls die Aufnahme in die Rock and Roll Hall of Fame.
1984 wurde August Wilsons Theaterstück Ma Rainey‘s Black Bottom im Cort Theater in New York erstmals aufgeführt, 1985 gewann es den New York Drama Critics’ Circle Award als bestes amerikanisches Theaterstück. Selbiges wurde 2019 mit Viola Davis als Ma Rainey unter gleichem Namen von Netflix verfilmt. Der Film wurde am 18. Dezember 2020 veröffentlicht. Zur Oscarverleihung 2021 war er in fünf Kategorien nominiert und gewann in zwei davon.
In der Filmbiografie Bessie wird Ma Rainey von Mo’Nique dargestellt.

## Diskographie (Auswahl)
- 1953: Ma Rainey, Vol. 1 Riverside Records (Jazz)
- 1953: Ma Rainey, Vol. 2
- 1994: Complete Recorded Works: 1928 Sessions Document
- 1998: Complete Recorded Works, Vol. 1 (1923–1924) Document
- 1998: Complete Recorded Works, Vol. 2 (1924–1925) Document
- 1998: Complete Recorded Works, Vol. 3 (1925–1926) Document
- 1998: Complete Recorded Works, Vol. 4 (1926–1927) Document